# Kim Hong-yeon
Kim Hong-yeon (sinh ngày 12 tháng 6 năm 1990 ở Aichi) là một cầu thủ bóng đá người Hàn Quốc cho Vanraure Hachinohe.

## Thống kê câu lạc bộ
Cập nhật đến ngày 23 tháng 2 năm 2018.
| Thành tích câu lạc bộ | Thành tích câu lạc bộ | Thành tích câu lạc bộ | Giải vô địch | Giải vô địch | Cúp                   | Cúp                   | Tổng cộng | Tổng cộng |
| Mùa giải              | Câu lạc bộ            | Giải vô địch          | Số trận      | Bàn thắng    | Số trận               | Bàn thắng             | Số trận   | Bàn thắng |
| Nhật Bản              | Nhật Bản              | Nhật Bản              | Giải vô địch | Giải vô địch | Cúp Hoàng đế Nhật Bản | Cúp Hoàng đế Nhật Bản | Tổng cộng | Tổng cộng |
| --------------------- | --------------------- | --------------------- | ------------ | ------------ | --------------------- | --------------------- | --------- | --------- |
| 2013                  | Fukushima United FC   | JFL                   | 30           | 5            | 2                     | 1                     | 32        | 6         |
| 2014                  | Fukushima United FC   | J3 League             | 27           | 7            | 1                     | 0                     | 28        | 7         |
| 2015                  | Fukushima United FC   | J3 League             | 24           | 6            | 1                     | 0                     | 25        | 6         |
| 2016                  | Fukushima United FC   | J3 League             | 13           | 2            | 3                     | 1                     | 16        | 3         |
| 2017                  | Grulla Morioka        | J3 League             | 15           | 1            | 1                     | 0                     | 16        | 1         |
| Tổng cộng sự nghiệp   | Tổng cộng sự nghiệp   | Tổng cộng sự nghiệp   | 109          | 21           | 7                     | 2                     | 116       | 23        |